# 亞德金科利奇 (北卡羅萊納州)
亞德金科利奇（英語：Yadkin College）是位於美國北卡羅萊納州戴維森縣的普查規定居民點。

## 人口
根據2020年美國人口普查的數據，亞德金科利奇的面積為7.66平方千米，當中陸地面積為7.47平方千米，而水域面積為0.19平方千米。當地共有人口377人，而人口密度為每平方千米49.22人。